# Anton Kulmus
Anton Kulmus Traktoren Eisenharz war vor dem Zweiten Weltkrieg Entwickler und Hersteller landwirtschaftlicher Fahrzeuge.

## Geschichte
Anton Kulmus war ein Pionier im Schlepperbau. 1926 stellte er seinen damaligen Wagnereibetrieb um auf die Produktion von Umbauschleppern.

### Umbauschlepper

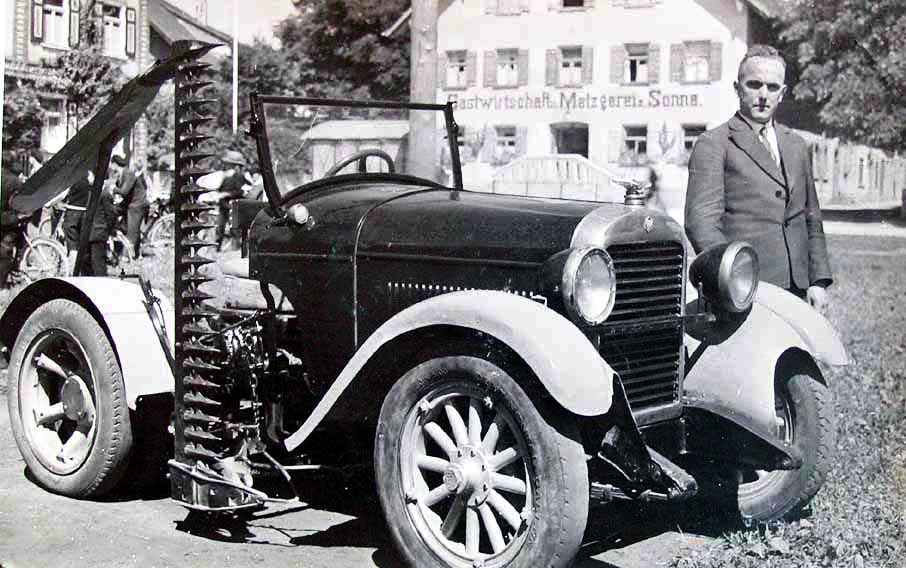
Anton Kulmus mit Umbauschlepper

Kulmus kaufte stillgelegte Pkws auf. Er ließ den vorderen Teil des Autos bis zur Windschutzscheibe stehen. Ab den Seitentüren sägte er den ganzen Aufbau des hinteren Teils bis auf den Rahmen ab. Der Weg war jetzt frei für den Umbau zu einem Traktor.
Jeder Umbautraktor behielt seinen Originalmotor. Es war meistens ein Benzinmotor und hatte 30 bis 40 PS. Jeder Traktor bekam ein Mähwerk.
Da Anton Kulmus immer nach dem Naturgesetz arbeitete, hielt er Speichenräder für sehr praktisch. Wenn der Traktor im
Winter oder in einer weichen Wiese eingesunken war, konnte der Bauer einen Zaunpfahl oder eine Eisenstange durch das betreffende
Reifenpaar schieben. Wenn er den Vorwärtsgang einlegte, dann zog sich der Schlepper selbst wieder heraus. Die Speichen waren entweder aus Holz oder aus Metall.
Bei diesen Umbauschleppern gab es nur selten eine Reparatur. Sie waren aber teuer im Unterhalt. 1930 bis 1935 baute Kulmus in seine Traktoren Motoren der Motorenfabrik Hatz ein. Die Traktoren wurden jetzt im Unterhalt billiger. Die Interessenten konnten wählen zwischen 7 PS und 14 PS.

### Ausflugswagen
Ein Umbau von besonderer Art war ein Lieferwagen. Kulmus baute ihn um zu einem 10-Sitzer-Ausflugswagen mit offenem Verdeck.

### Der Traktor KD20

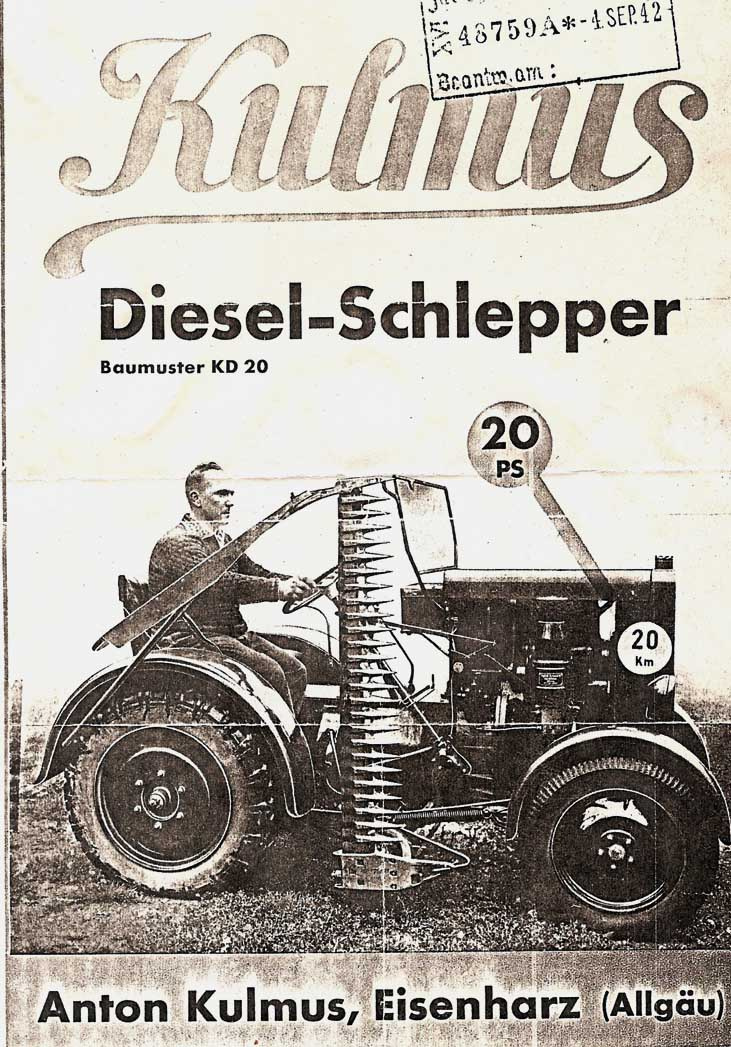
Der KD20

In seiner Heimatgemeinde Eisenharz war eine große Molkerei. Jeden Tag musste man von Lindau, das 30 km entfernt ist, Milch abholen. Auf dem Weg waren starke Steigungen zu überwinden. Von 1935 bis 1937 konstruierte Anton Kulmus einen Traktor mit 20 PS. Die Geschwindigkeit betrug 20 Kilometer pro Stunde. Er trug die Typenbezeichnung KD20. Dies war revolutionär für die damalige Zeit. In seiner ehemaligen Wagnerei fertigte er aus Holz ein Modell des Getriebes an. Die Zahnradfabrik in Friedrichshafen fertigte dieses Modell in Guss
an. In dieses Rohgetriebe musste Kulmus unter schwierigen Bedingungen die jeweils nötigen Kugellager einpressen.
Oberstes Gebot war für ihn sein Leitsatz: Keine Konstruktion ist stärker als ihr schwächster Teil daran.
1937 war der erste KD20 fertig. Es war ein voller Erfolg. Die Traktoren waren für schwere Milch- und Viehtransporte tauglich, weil sie für die damalige Zeit schnell und stark waren. Manche Besitzer übernahmen zusätzlich zur Arbeit im eigenen Betrieb Lohnarbeiten. Sie fuhren für Nachbarn oder Kommunen. Im Winter wurden Schneeräumarbeiten mit diesem starken Traktor ausgeführt. Der KD20 war 1937 der modernste Traktor Süddeutschlands. Nach Wunsch wurde er mit Verdeck hergestellt.

### Der Traktor KDE22

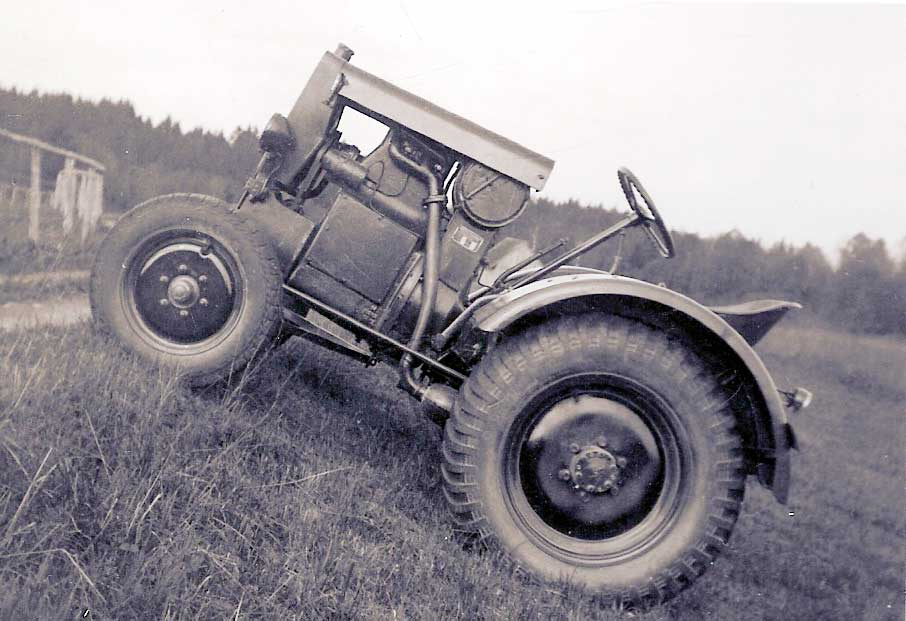
Der Kulmus KDE 22

Viele Bauern mussten im Krieg ihre Pferde abgeben. So brauchten sie für die Bewirtschaftung ihrer Wiesen einen Traktor, der die Arbeit der Pferde übernehmen konnte. Dieser musste leicht und wendig sein. Ganz wichtig wurde ein Traktor mit Zapfwelle und Riemenscheibe, damit sie ihre landwirtschaftlichen Geräte anhängen konnten. Kulmus konstruierte den KDE22 kürzer mit einem starken Einschlag beim Wenden. Dieses Modell fand sofort großen Anklang. Es wurde im Bodenseegebiet, im ganzen Westallgäu und im Bregenzer Wald verkauft. Einer der KDE22 war 2008 noch im Allgäu im Einsatz.

### Selbstfahrender Schwadenrechen

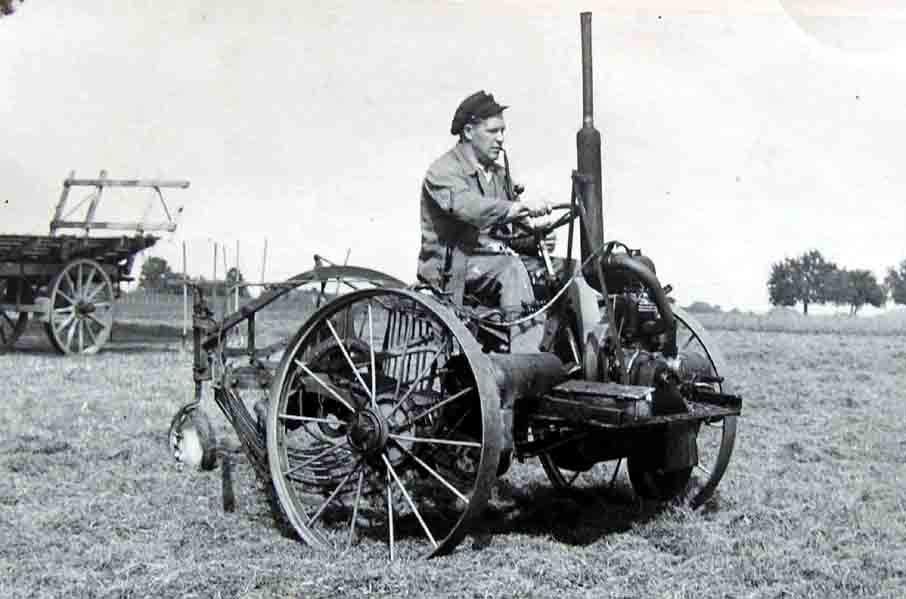
Schwadenrechen

1936 konstruierte und baute Kulmus für die Heuernte Schwadenrechen mit Motor und mit Bremsen. Diese konnten ohne Traktor auf den Wiesen arbeiten.

### Wiesenwalzen

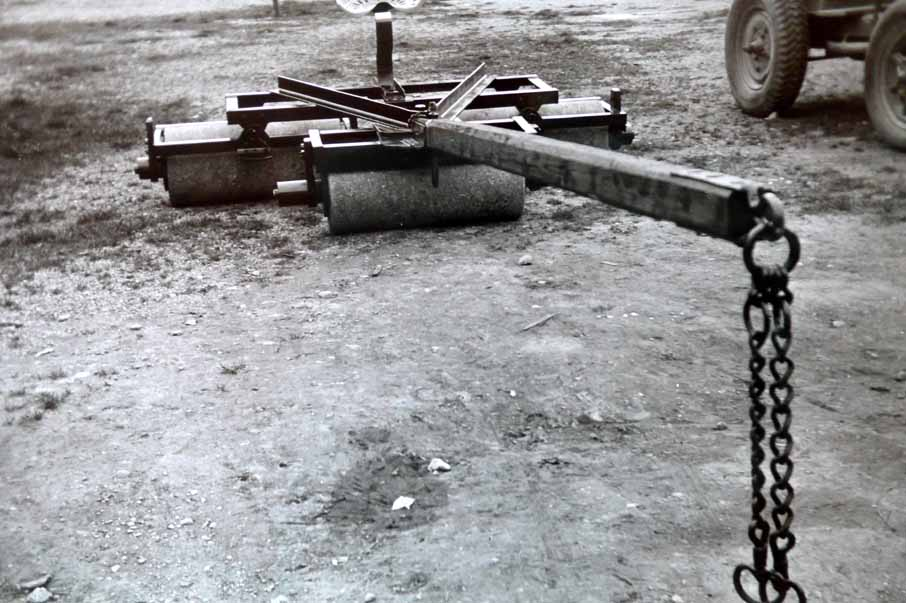
Wiesenwalze

Es waren jeweils 3 Walzen. Sie konnten je nach Bedarf verschieden angeordnet werden: voreinander, nebeneinander oder hintereinander.

### Traktoranhänger

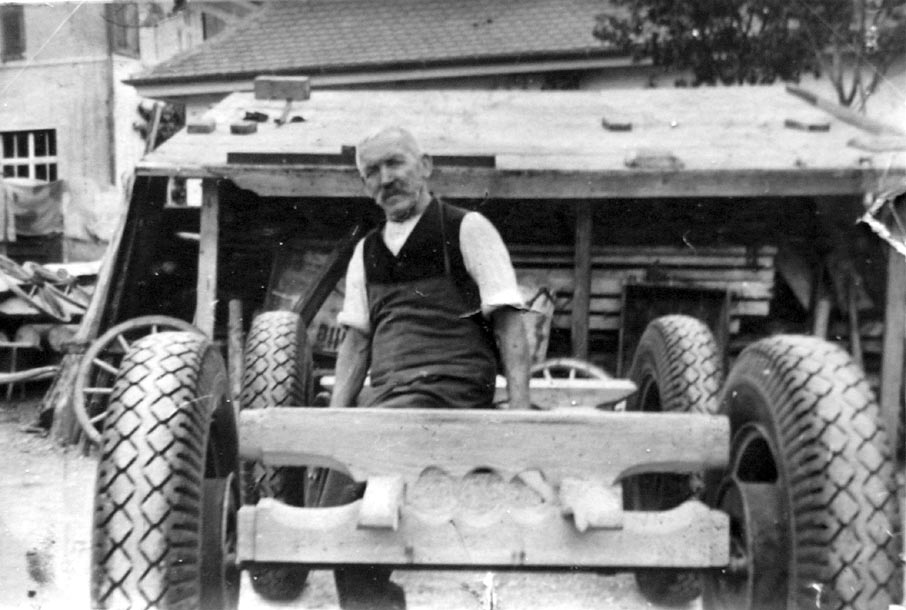
Vater Michael mit Anhänger-Unterbau

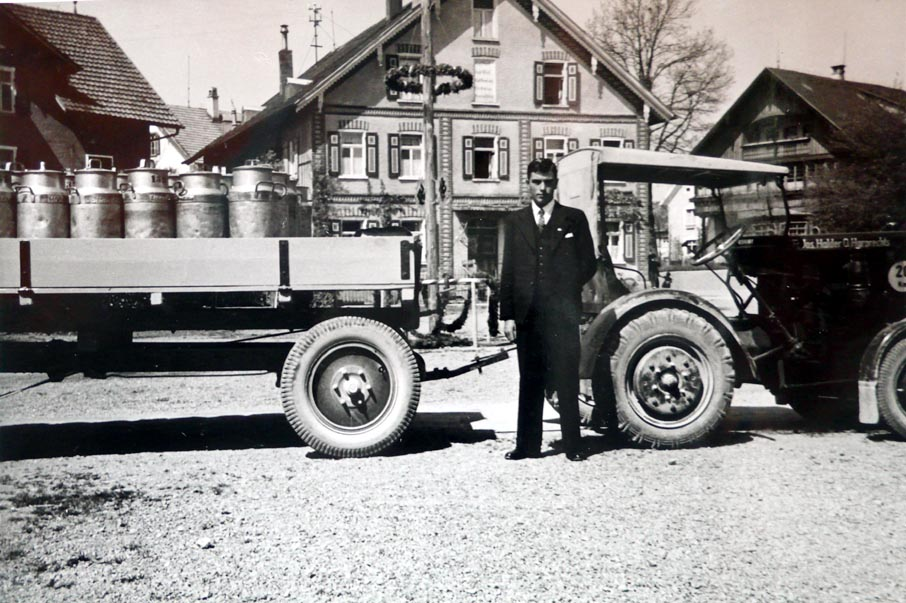
Anhänger für Milchtransporte

1930 bis 1937 baute Anton Kulmus mit seinem Vater Michael zusammen Anhänger in verschiedenen Ausführungen: Es waren Brückenwagen mit 4 luftbereiften Rädern (Sie wurden für schwere Milch- und Viehtransporte und für sämtliche landwirtschaftliche Arbeiten benutzt.), Heuwagen aus Holz mit 4 luftbereiften Rädern oder 2-Rad-Sattelanhänger für Traktoren (landwirtschaftliche Allzweckhänger). Wichtig war für Kulmus, dass jeder Anhänger gut funktionierende Bremsanlagen hatte.
Im Zweiten Weltkrieg musste Anton Kulmus zur Wehrmacht. Auch seine Arbeiter wurden Soldaten. Der Betrieb stand still. 1945 konnte Anton Kulmus nicht mehr mit dem serienmäßigen Schlepperbau fortfahren. Ihm fehlte das nötige Material. Er konnte durch Tauschgeschäfte und Naturalien alle Einzelteile sammeln, die man für den Bau eines weiteren Einzeltraktors benötigte.

### Betriebsumstellung 1945
Nach dem Krieg hielt es Anton Kulmus aus verschiedenen Gründen für wenig sinnvoll, erneut mit dem serienmäßigen Schlepperbau zu beginnen. Er hat sich daher entschlossen, seinen Betrieb auf eine Landmaschinen-Reparaturwerkstätte mit Verkaufsvertretung der Marken Fendt, Deutz (siehe dazu auch: Deutz-Fahr und Magirus-Deutz) und Primus umzustellen, was ihm bis zur Geschäftsübergabe 1965 an seinen Sohn erfolgreich gelungen ist.

## Zur Person
- Anton Kulmus, geb. 25. März 1900 in Eisenharz, Allgäu
- 1913: Wagnerlehre im väterlichen Betrieb bis 1916.
- 1922: Anmeldung des Kraftfahrzeugbetriebs bei der Handwerkskammer Ulm.
- 1925: Meisterprüfung
- 1926: Herstellung von Umbauschleppern.
- 1930: Eintragung als Kfz-Mechanikerbetrieb.
- 1935: Zulassung als Vollhändler für Reifenhandel und für Landmaschinen, Herstellung des Kulmus-Dieselschleppers KD20 nach eigener Idee und Entwicklung in seiner Werkstatt.
- 1939: Folgemodell KDE22. Berufung als beratendes Mitglied beim damaligen Reichskuratorium für Technik in der Landwirtschaft in Berlin unter Leitung des Leiters des damaligen Kaiser Wilhelm-Institutes Berlin, Denker
- 1945: Einzelanfertigungen von Traktoren mit vorhandenem Material. Betriebsumstellung auf Landmaschinen-Reparaturwerkstätte mit Verkaufsvertretung verschiedener Traktormarken.
- 1965: Übergabe des Betriebs an seinen Sohn.
- 1989: Sterbejahr Anton Kulmus